# Obłaźnica
Obłaźnica (ukr. Облазниця), Obłażnica – wieś na Ukrainie. Należy do rejonu żydaczowskiego w obwodzie lwowskim i liczy 288 mieszkańców.
W II Rzeczypospolitej do 1934 roku wieś stanowiła samodzielną gminę jednostkową w powiecie żydaczowskim w woj. stanisławowskim. W związku z reformą scaleniową została 1 sierpnia 1934 roku włączona do nowo utworzonej wiejskiej gminy zbiorowej gminy Ruda w tymże powiecie i województwie. 
W latach 1944–1945 nacjonaliści ukraińscy z OUN-UPA zamordowali tutaj 6 Polaków.
Po wojnie wieś weszła w struktury administracyjne Związku Radzieckiego.